# Vixen
Vixen – japońskie przedsiębiorstwo zajmujące się produkcją sprzętu do obserwacji astronomicznych, zwłaszcza teleskopów, montaży i licznych akcesoriów.
Przedsiębiorstwo jest wysoko cenione za precyzję i jakość wykonania. Marka zajmuje wysoką pozycję jeśli chodzi o prestiż i renomę wśród światowych producentów amatorskiego sprzętu astronomicznego. Produkty firmy Vixen plasują się powyżej produktów takich popularnych firm jak Meade czy Celestron, nieco jednak niżej względem Takahashi, TMB czy Astro-Physics. Podobnie jak inny japoński producent Takahashi firma znana jest głównie z wytwarzanych wysokiej klasy refraktorów, w tym również apochromatycznych.